# Jean-François Bonhème
Jean-François Bonhème (né le 12 juillet 1949 à Paris) est un athlète français spécialiste du saut en longueur.

## Biographie
Il s'illustre lors de la saison 1974 en remportant le titre des Championnats d'Europe en salle de Göteborg, devant les Allemands Hans Baumgartner et Max Klauss. Jean-François Bonhème établit à cette occasion un nouveau record de France en salle avec la marque de 8,17 m et signe la meilleure performance de sa carrière.

## Palmarès
- 21 sélections en Équipe de France A

| Date | Compétition                    | Lieu     | Résultat | Discipline       |
| ---- | ------------------------------ | -------- | -------- | ---------------- |
| 1973 | Universiade                    | Moscou   | 2e       | Saut en longueur |
| 1974 | Championnats d'Europe en salle | Göteborg | 1er      | Saut en longueur |

Championnats de France Élite :
- - 1er et Champion de France en 1973 à Colombes avec 8,19 m (VF +2,80).
- - 1er et Champion de France en 1974 à Nice avec 8,00 m.
- - 1er et Champion de France en 1979 à Orléans avec 7,70 m.

- Championnats de France en salle : vainqueur en 1972 et 1974.

## Sources
- DocAthlé2003, p.447, Fédération française d'athlétisme, 2003
- Revue L'Equipe Athlétisme n°55 du 21 mars 1974 : photo du podium des trois médaillés de la longueur de Göteborg en page de couverture et reportages de Robert Parienté et d'Alain Billouin assortis de 6 photos dont 2 clichés de Christian Rochard.
- Voir aussi l'article de Robert Parienté dans L'Equipe du lundi 11 mars 1974 intitulé "Bonhème a refait le coup de Beamon".